# Видинів
Ви́динів — село в Україні, у Снятинській міській громаді Коломийського району Івано-Франківської області.
Відповідно до Розпорядження Кабінету Міністрів України від 12 червня 2020 року № 714-р «Про визначення адміністративних центрів та затвердження територій територіальних громад Івано-Франківської області» увійшло до складу Снятинської міської громади.

## Розташування
Північною частиною села протікає Прут. Розташоване село на правому березі цієї річки.
Складається село з кутків — «Лазок», «Серафинець», «Горіщина», «Долина», «Середня», «Біля Церкви», «Миколаївський». У червні 1993 в селі налічувалось 410 будинків та 1216 мешканців.
Храмове свято у Видинові 15 серпня, на день Успіння Богородиці.

## Походження назви
Легенда про походження назви села: «назва села походить від вартової вежі, з якої було видно далеко — тобто добре проглядалась вся навколишня місцевість. Насправді ж назва старовинного села Видинів походить від власного чоловічого світського імені Видин, яке є похідним від так званих складних імен типу Видислав, Видимир, Видибор. На жаль, ми вже ніколи не довідаємось, чи назва села походить від імені засновника, чи пізнішого власника поселення, чи від урочища, у якому воно свого часу було засноване, і яке безперечно належало боярину або простолюдину — русичу, без сумніву — Видину».

## Історія
Видинів — один з найстаріших населених пунктів Снятинщини. Перша писемна згадка про це поселення відноситься щонайменше до 1378 року. У підтверджувальній грамоті польського короля Володислава Ягайла, даній 26 жовтня 1416 року в Неполомичах Вахну Тептюковичу з Тисмениці на володіння цілим рядом населених пунктів, розташованих на Прикарпатті, числиться й село Видинів.

Однак це не було власне дарчою грамотою, а підтвердження грамоти Володиславового попередника князя Володислава Опольського. Угорський воєвода Володислав Опольський одержав 10 листопада 1372 року від польсько-угорського короля Людвіка у володіння Червону Русь, і володів нею до 13 січня 1379 року. За цей короткий час князь В.Опольський надав у тимчасове і довічне володіння своїм васалам сотні населених пунктів Прикарпаття.
Серед них бачимо й Видинів, Орелець, Гвіздець, Остапківці, Стопчатів та ін. На жаль, через відсутність дорогої князівської грамоти Вахну Тетюковичу на довічне володіння селом Видинів немає можливості довідатися, коли саме, у якому році він став власником цього поселення над Прутом. В.Тетюкович володів Видиновом понад 40 років, але до якого саме часу — невідомо.
У 1439–1448 рр. Видиновом володів Прокіп зі Стрімку та Ганівців, а відтак — його спадкоємці. Цілком можливо, що цей Прокіп був сином або близьким родичем Вахна Тетюковича, адже Вахну разом з багатьма прикарпатськими поселеннями належало й село Стрілища на Львівщині. 5 жовтня 1475 року Прокопович з Гвіздця (спадкоємець Прокопа зі Стрілищ) збудував у селі Остапцівці парохіяльний костел, на честь Звістовання Народження Панни Марії і «приписав» до нього свою власність: села Малий і Великий Гвіздець, Видинів, Рудники, Сороки. Ці самі села, як власність Андрія Прокоповича згадуються в документах галицького городського суду за 6 січня 1494 р.
У наступні століття с. Видинів зникає з писемних джерел — не згадується воно ні серед королівських, ні серед приватних поселень Снятинщини.
Село Бережани остання згадка про яке відноситься до 1494 р., згодом з невідомих причин занепало і так і не відродилось. Лежало воно між Видиновом і Рудниками. Нині про зникле село згадує лише назва урочища Бережани, яке знаходилось на територіях видинівської агрофірми «Червона калина». Цілком можливо, що з якоїсь причин с. Видинів також зазнало занепаду і відродилось тільки через декілька десятиліть, а той через століття.
З часу першої писемної згадки і до загарбання у 1772 цього краю Австрією, село Видинів належало до Руського Воєводства, Галицької Землі, Снятинської волості, Снятинського староства, Будилівської домінії, Заліщицького округу.
Від 24 квітня 1854 і до розпаду Австро-Угорщини в 1918 село Видинів перебувало у складі Снятинського Повіту, Коломийського округу, Станіславського Окружного суду, Снятинського Повітового Суду. Із «Словника географічного королівства Польського та інших країв слов'янських» довідуємося, що «Відинув» — село повіту Снятинського, розташоване за 10 км на захід від Снятина та 7 км на північний захід від уряду поштового у Залуччю.
На зламі століть, 31 грудня 1900, у с. Видинів налічувалось 184 будинки та 1527 мешканців. При цьому 1421 мешканець Видинова вважали своєю рідною мовою русинську, 67 — німецьку, 39 — польську.
На фронтах Першої світової війни воювало приблизно 100 мешканців Видинова. А десь до 30 з них воювали в складі легіону УСС. Вояки легіону УСС та УГА не мали прихильності ні в польських, ні в більшовицьких окупантів, обидві влади сприймали їх, як потенційних противників. Село входило у гміну Микулинці Снятинського повіту. З приходом 17-19 вересня 1939 р. на землі Прикарпаття більшовицької окупаційної влади для багатьох мешканців Видинова наступили чорні дні. Розпочалися масові арешти активних членів ОУН та депортація їхніх родин на далеку холодну чужину. За час нацистської окупації у Видинові було знищено 54 мирних жителів. Заарештованих у 1942 р. «жидів» доставили під охороною поліції у Снятин, після чого вони пропали безвісти. На фронтах Другої світової війни загинуло 76 мешканців села.
Ще Прикарпаття не повністю було очищене від коричневих загарбників, а вже червоні «визволителі» ладували ешелони з непокірними галичанами і відправляли до Сибіру, на Урал. При цьому у виселених було конфісковано все майно. Найбільше вивезення з Видинова відбулося до Казахстану — 9 родин. У розв'язаній червоними окупантами на теренах Західної України громадянській, братовбивчій війні гинули і видинівчани. Як ті, що опинилися зі зброєю в руках по різні сторони барикад, так і ті, що допомагали поневолювачам зрадою повстанців, зрадою своїх односельців. Видинівчани з недовір'ям ставились до колгоспного ладу.
Однак у селі був відроджений колгосп, який назвали на честь Міжнародного жіночого дня — ім. 8 Березня. Певний час новоутворений видинівський колгосп існував самостійно. Але з часом, знову ж таки з зв'язку з якимись інтересами, було утворено нове об'єднання — колгосп ім. Петровського, до якого входило вже 4 села: Видинів, Прутівка, Драгасимів, Княже. Проіснувало це об'єднання дуже довго — понад 20 років. 20 жовтня 1990 року в селі Видинів, на базі 2-ї бригади колгоспу ім. Петровського, створено агрофірму «Червона Калина».

## Соціальна сфера
Видинівська сільська рада відновила свою діяльність 17 грудня 1991 р. В селі діє хор з 10 осіб, яким керує золотий голос Видинова, найкращий друг Б.Сташківа — Р. Гах. У наш час[коли?] фермерів у селі немає. У Видинові збудовано стадіон, торговельний комплекс, фельдшерсько-акушерський пункт. А недавно силами односельців було споруджено могилу Борцям за самостійну Україну. Протягом 2002 р. проводилася газифікація села.

## Церква
Церква Успіння Пресвятої Богородиці. Побудована на кошти громади в 1843 р. Належить до ПЦУ. Настоятель протоієрей Віктор Курилюк.

## Освіта
Народна освіта у Видинові, за свідченням писемних джерел, розвивалась дуже важко і повільно. Парафіяльна школа з'явилась у селі тільки в другій половині XIX ст. — у 1864 р. Її ще не було, а 1874 р. — вже діяла. У 1875 р. Видинівська сільська школа одержала статус державної, але без означення класів та була філіальною. Однак на початку 80-х рр. школа все-таки набула статусу однокласної. У 1927 р. школа вже мала статус двокласної. З часу свого заснування до 1927 р. видинівська школа була українською, а з 1927 р. по 1931 р. була перетворена польською окупаційною владою на мішану.
Вчителі затримувались у Видинові на значно довший час, ніж у навколишніх селах:
- У 1874 р. тут учителював Микола Андрейовський;
- у 1879 р. — Емілян Ковблянський;
- у 1910 р. — Павліна Кропивницька;
- у 1914 р. — Павліна Топялковська та Ганна Андрієвич.

Хоча Видинівська державна школа набула статусу трьохкласної тільки наприкінці 70-х рр. ХХ ст., вона, як до того часу, так і згодом була практично шестикласною.
Навчання в цьому приміщенні проводилося до того часу, поки у Видинові не збудували нову школу. Нова двоповерхова цегляна школа на 300 учнів відкрита значно пізніше, а планувалося — в 1967 р.

## Культура
Перший аматорський драматичний гурток був організований у Видинові влітку 1903 року. Репетиції відбувалися в хаті, а потім — у хліві, де мала відбуватись вистава. Так було до 1921 р., поки не добудували Народний дім, у якому була стара сцена. Першою виставою була «Бондарівна». За 21 рік, з 1903 по 1924 рр., видинівські аматори зіграли 40 вистав.

## Персоналії

### Народились
- Аронець Василь Володимирович (1936—1994) — майстер декоративної кераміки.
- Аронець Мирослав Михайлович (1941) — український художник, поет, прозаїк і мистецтвознавець.
- Беца Ігор Миколайович (1978—2014) — лейтенант, командир мінометного взводу — старший офіцер на батареї мінометної батареї 3-го механізованого батальйону 51-ї окремої механізованої бригади (Володимир-Волинський). Загинув у бою за Іловайськ (Донецька область)[5].
- Гарвасюк Василь Юрійович (1938) — український поет, прозаїк.
- Гаврилець Ганна Олексіївна (1958—2022) — українська композиторка, лауреатка Шевченківської премії, Заслужена діячка мистецтв України.
- Грегорійчук Петро Никифорович (1914—1990) — український художник, живописець.
- Василь Куфлюк (1912—1999) — український музичний педагог, учитель.
- Мирослав Палійчук (1951) — композитор і професійний музикант, соліст-цимбаліст.
- Фроляк Богдана Олексіївна (1968) — українська композиторка.

### Померли
- Костащук Степан Федорович — Провідник Снятинського районового проводу ОУНР.